# Operacje Vulcan i Strike

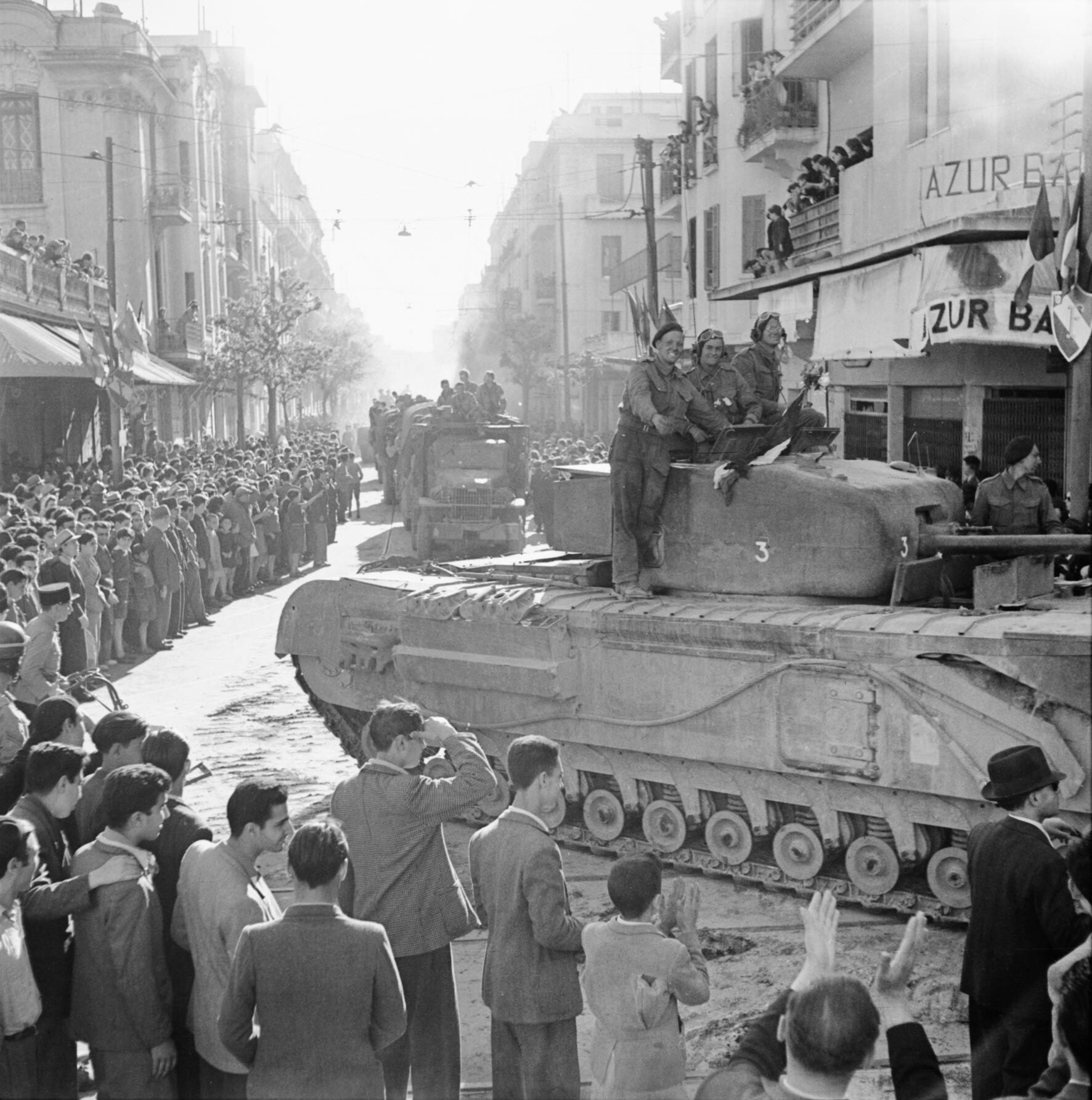
Czołg Mk IV Churchill na defiladzie w wyzwolonym Tunisie, 8 maja 1943

Operacja Vulcan (22 kwietnia – 6 maja 1943) i operacja Strike (6–12 maja 1943) – ostatnie ataki naziemne sił alianckich przeciwko wojskom Osi podczas kampanii afrykańskiej w II wojnie światowej, które miały miejsce w Tunisie, Bon i Bizercie w Tunezji.

## Tło sytuacyjne
Feldmarszałek Erwin Rommel uważał, że pozycje sił Osi w Tunezji są nie do utrzymania i zalecał ewakuację wszystkich wojsk niemieckich z Afryki. Propozycja została jednak odrzucona przez Adolfa Hitlera. W kwietniu 1943 r. duży wysiłek alianckich sił powietrznych (operacja Flax) przerwał dostawy zaopatrzenia dla sił Osi do Afryki Północnej. Wojska brytyjskiej 8 Armii otoczyły ostatnich obrońców w rejonie Enfidaville. Operacja Retribution oraz całkowite panowanie aliantów w powietrzu i na morzu zapobiegły próbom ewakuacji wojsk Osi do Włoch . Zaplanowano ostateczne uderzenie w celu zniszczenia sił niemiecko-włoskich w Afryce, które początkowo miało nosić kryptonim Vulcan.

## Operacje

### Vulcan
Pomimo agonalnego stanu wojsk Osi w Afryce, ostatnie walki z dobrze przygotowanym i okopanym przeciwnikiem były bardzo kosztowne. W ataku na Tunis brytyjska 4 Dywizja Piechoty z IX Korpusu gen. Briana Horrocksa napotkała na niemieckich spadochroniarzy (Fallschirmjäger) z elitarnej Dywizji Hermann Göring (która, po kolejnych reorganizacjach, w maju 1944 r. przyjęła nazwę 1 Dywizja Pancerno-Spadochronowa Hermann Göring). W Cactus Far brytyjska piechota stanęła w obliczu huraganowego ostrzału z dobrze zamaskowanych stanowisk niemieckich spadochroniarzy. Wskutek tego czołgi Churchill 12 Królewskiego Pułku Czołgów z 21 Brygady Pancernej wysunęły się daleko do przodu bez wsparcia piechoty i zostały zaatakowane przez obrońców za pomocą granatów zapalających. Dwanaście czołgów zostało zniszczonych, lecz w niektórych przypadkach ich załogi zostały uratowane przez Niemców z płonących wraków. W przededniu zwycięstwa swoich wojsk brytyjscy czołgiści zostali niemieckimi jeńcami, lecz nie musieli długo czekać na zmianę sytuacji.

### Strike
30 kwietnia alianckie dowództwo zdało sobie sprawę z tego, że zmiana trasy ataku jest konieczna, aby osiągnąć sukces przy minimalizacji kosztów. Zmieniona ostatnia faza ataku na Tunis otrzymała kryptonim Strike i rozpoczęła się sześć dni później. Tego dnia brytyjska 1 Armia gen. Kennetha Andersona zdobyła Tunis, a wojska amerykańskie dotarły do Bizerty. Niemiecki dowódca, gen. Hans Jürgen von Arnim ostatecznie poddał się 12 maja.

## Następstwa
13 maja wszystkie pozostałe siły Osi w Tunezji, pod dowództwem świeżo upieczonego marszałka, Giovanniego Messe, poddały się bezwarunkowo aliantom. Messe, za zgodą Benito Mussoliniego, próbował negocjować „honorowe poddanie się” poprzedniego dnia, ale propozycja została odrzucona. Wcześnie rano włoski przywódca awansował Messego do stopnia marszałka polnego, licząc na większą ugodowość nieprzyjaciela z tego powodu, ale alianci nie zaakceptowali niczego poza bezwarunkową kapitulacją i zagrozili wznowieniem ataków, które zostały wstrzymane dzień wcześniej. O 12:20 Messe wydał ostatnie rozkazy. On i pozostały na miejscu niemiecki dowódca, Kurt von Liebenstein, poddali się pod koniec dnia. Efektem obydwu operacji było schwytanie ponad 230 tys. żołnierzy niemieckich i włoskich w Afryce.